# Diomys crumpi
Diomys crumpi es una especie de roedor de la familia Muridae.

## Distribución geográfica
Se encuentra en la India y Nepal.

## Hábitat
Su hábitat natural son: Clima tropical o Clima subtropical bosques áridos.